# 燃えよデブゴン
『燃えよデブゴン』（もえよデブゴン、原題：肥龍過江、英題：Enter the Fat Dragon）は、1978年の香港映画。サモ・ハン・キンポー主演・監督。

## 解説
ブルース・リーの理解者でもあるサモ・ハン・キンポーが、彼との共演経験、恩義、そして彼とその作品（「ドラゴン」シリーズ）へのオマージュを込めて製作した映画で、他のパロディ作品とは一線を画する作品である。 
ブルース・リーに憧れている香港の田舎出の太めの青年が町の悪党たちを倒すというカンフー映画。製作・脚本はフローレンス・F・C・ユー、監督・武術指導はサモ・ハン・キンポー、撮影はリュ・クワン・ウェイ、音楽はフランキー・チャンがそれぞれ担当。出演はサモ・ハン・キンポー、ピーター・K・ヤン、ロイ・チャオ、ブラッキー・フォン、リー・ハイシャウ、メグ・ラム、ユン・ピョウ、エリック・ツァン、マースなど。
日本では1981年10月に『燃えよデブゴン』の邦題で劇場公開され、1983年6月11日にフジテレビ「ゴールデン洋画劇場」にて、同邦題でテレビ放映された。本作は声優水島裕が、初めてサモ・ハンの声を担当した作品でもある。また「金曜ロードショー」では字幕版が放送された。
日本劇場公開においてはさほど話題にもヒットにもならなかったが、その後ジャッキー・チェンを筆頭にカンフー映画が次々とTV放送され人気を博していた1983年に本作もTV初放送され、好評を得て他のサモ・ハン作品も勝手にシリーズ化して放送が開始された。その真っ只中の1984年に『プロジェクトA』『五福星』『スパルタンX』などジャッキーやユン・ピョウとの共演作が日本で続けざまに公開。空前のジャッキーブームの流れにそって、「動けるデブ」の異名と共に「デブゴン＝サモ・ハン」が人気俳優の1人として一気に日本のファンにその存在を知らしめた、まさにそのキッカケ、原点ともいえる作品である。

## あらすじ
香港の田舎で豚飼いをして暮らすブルース・リーに憧れる素朴な青年ウォン・ロン（サモ・ハン・キンポー）は、町で叔父が経営するレストランを手伝うようにと言われ田舎をたった。店には、食い逃げの常習犯であるチンピラたちがやってくるが、まじめに働く従業員の若者カオは到底彼らには歯がたたない。
そこへウォンが登場。彼はデップリと太ってはいるが、ブルース・リーばりのクンフーの達人であり、一瞬のうちにチンピラを一掃してしまう。しかし、これが彼らの火に油を注ぐ結果となる。
ウォンが出前に行っている間に、店へと仕返しにやって来た彼らは食堂をめちゃくちゃにしてしまう。ショックのあまり、叔父は休業宣言し、ウォンは職を失ってしまう。そのような矢先、彼は繁華街で叔父の店常連の美人客であったメイ・チェン（リー・ハイシャウ）と妹に会う。
彼女らの勤める高級レストランで働き口を見つけるウォン。仕事はここでも店の用心棒を務めることとなる。一方、叔父の店をやめて運転手になっていたカオは、贋作骨董家コウ・シュク（ロイ・チャオ）に腕を見込まれ、名画の模写を強要される。カオは拒否するが、それが原因で傷を負う。
その頃、中近東の億万長者であるドクター・バー（ピーター・K・ヤン）が骨董品の品定めのためにパーティーを催すことになり、ウォンたちはウェイターとして潜入する。しかしそのパーティ会場で偶然会った美女メイがかつて自分に酷い失恋を味わわせた幼なじみに瓜二つだったことから若き日の恨みを再燃させたドクター・バーは彼女に嫌がらせをはじめ、遂には部下に命じ彼女を誘拐してしまう。
それを追うウォン（自転車）とカオ（タクシー）。町はずれの荷物倉庫で、ウォンと三人のボディガードの決闘が開始される。豊かな肉体を駆使し、ウォンは見事に敵を倒し、「都会は自分に合わない」と田舎に帰っていくのであった。

## キャスト
- サモ・ハン・キンポー（洪金寶）：ウォン・ロン（アーロン）
- リク・チュセク（陸柱石） - カオ
- フォン・フェン（馮峰） - 叔父
- リー・ハイシャウ（李海淑） - メイ・チェン（アーチェン）
- ラウ・ホンピン（劉香萍） - シャオエイ
- ピーター・K・ヤン（楊群） - ドクター・バー（パイ教授）
- ロイ・チャオ（喬宏） - コウ・シュク
- メグ・ラム（林建明） - バー・ジェイ
- レオン・カーヤン（梁家仁） - 用心棒1
- リー・ホイサン（李海生） - 用心棒2
- デビッド・ニック（大衛尼克） - 用心棒3
- フォン・ハックオン（馮克安） - チンピラ

### 日本語吹替
| 役名                       | 俳優                 | 日本語吹替   |
| 役名                       | 俳優                 | フジテレビ版 |
| -------------------------- | -------------------- | ------------ |
| ウォン・ロン（アーロン）   | サモ・ハン・キンポー | 水島裕       |
| カオ（タイジーゴウ）       | リク・チュセク       | 三ツ矢雄二   |
| 叔父                       | フォン・フェン       | 小松方正     |
| メイ・チェン（アーチェン） | リー・ハイシャウ     | 川浪葉子     |
| シャオエイ                 | ラウ・ホンピン       | 麻上洋子     |
| ドクター・バー（パイ教授） | ピーター・ヤン       | 上田敏也     |
| コウ・シュク               | ロイ・チャオ         | 石田太郎     |
| バー・ジェイ               | メグ・ラム           | 吉田理保子   |
| 用心棒1                    | レオン・カーヤン     |              |
| 用心棒2                    | リー・ホイサン       |              |
| 用心棒3                    | デヴィッド・ニック   |              |
| チンピラ                   | フォン・ハックオン   |              |

- フジテレビ版：初回放送1983年6月11日『ゴールデン洋画劇場』

## スタッフ
- 製作総指揮：ピーター・K・ヤン
- 監督：サモ・ハン・キンポー
- 脚本：フローレンス・F・C・ユー、倪匡
- 製作：フローレンス・F・C・ユー
- 武術指導：サモ・ハン・キンポー
- 製作会社：香港鳳鳴影業有限公司

## 特記
一時期日本では本作のTVヒットにより、サモ・ハン・キンポー主演の映画が地上波放送されたりビデオ等にソフト化されたりするたびに「デブゴン」の邦題が付く事になった。下記は確認されている「デブゴン」の邦題がつく作品。なお各作品の続編性は皆無で、製作年度もバラバラ、中にはかつて「デブゴン」の付かない邦題で劇場公開された作品までも存在する。すべては初放送元のフジテレビが勝手に邦題を付けたことによるエセシリーズである。以降、それに従って各局放送やビデオリリースでも「デブゴン」が使用されていく様になる。更にTV放送に至っては、他にサモ・ハンが出演した作品であっても吹き替えで役名が「デブゴン」になっていることがしばしばあった。
- 燃えよデブゴン（本作）［1978年］※VHSリリース履歴あり。
- 燃えよデブゴン2（燃えよデブゴン 正義への招待拳）［1980年、原題：鹹魚翻生］※DVDリリース履歴あり。
- 燃えよデブゴン3（燃えよデブゴン カエル拳対カニ拳（英語版）［1978年、原題：老虎田雞］※DVDリリース履歴あり。
- 燃えよデブゴン4（ピックポケット!（中国語版） ）［1982年、原題：提防小手］※DVDリリース履歴あり。
- 燃えよデブゴン5（モンキー・フィスト 猿拳）［1979年、原題：雜家小子］※DVDリリース履歴あり。
- 燃えよデブゴン6（燃えよデブゴン 豚だカップル拳）［1979年、原題：搏命單刀奪命槍］※2015年6月27日DVDリリース。
- 燃えよデブゴン7（燃えよデブゴン7 鉄の復讐拳）［1979年、原題：林世榮］※DVDリリース履歴あり。
- 燃えよデブゴン8 クンフー・ゴースト・バスターズ（妖術秘伝・鬼打鬼）［1980年、原題：鬼打鬼］※DVDリリース履歴あり。
- 燃えよデブゴン9（プロジェクトD（英語版））［1979年、原題：醒目仔蠱惑招］※VHSリリース履歴あり。
- 燃えよデブゴン10 友情拳（中国語版） ［1978年、原題：贊先生與找錢華］※DVDリリース履歴あり。
- 燃えよデブゴン お助け拳 ［1980年、原題：甩牙老虎］※過去ソフト化なし
- 燃えよデブゴン 出世拳 （デブゴンの太閤記）［1978年、原題：臭頭小子］※VHSリリース履歴あり。
- 燃えよデブゴン 地獄の危機一髪（斗え!デブゴン（中国語版））［1980年、原題：身不由己］※VHSリリース履歴あり。
- デブゴンの快盗紳士録（中国語版）［1984年、原題：貓頭鷹與小飛象］※DVDリリース履歴あり。
- デブゴンの霊幻刑事（サモ・ハン・キンポーのオバケだよ全員集合!）［1986年、原題：霹靂大喇叭］※DVDリリース履歴あり。
- 帰って来たデブゴン 昇龍拳（ペディキャブ・ドライバー（中国語版））［1989年、原題：群龍戲鳳］※VHSリリース履歴あり。
- 痩せ虎とデブゴン（中国語版）（ハチャメチャ刑事 マックとロン）［1990年、原題：瘦虎肥龍］※2015年6月27日DVDリリース。
- おじいちゃんはデブゴン（中国語版）［2016年、原題：我的特工爺爺］※2017年劇場公開

### 番外
- 女デブゴン 必殺無敵の体潰し!（ドラゴン酔太極拳）［1984年、原題：笑太極］

主演はドニー・イェンで、サモ・ハン・キンポーとは無関係の作品。※VHSリリース履歴あり。
- 燃えよデブゴン TOKYO MISSION［2020年、原題：肥龍過江］

主演・製作はドニー・イェン。本作のリメイク的作品ではあるが、サモ・ハン・キンポーやオリジナルの設定・世界観とは無関係であり、新規に制作されたリブート作品である。ただし、邦題のみ便乗的に「デブゴン」のタイトルが付けられた他のシリーズとは異なり、この作品は中国語原題、英語題も本作と完全に同一の「肥龍過江」「Enter the Fat Dragon」である。ドニー・イェンは本作と同名の映画を製作するため、わざわざ本作の版権買い戻しを行っている。同名映画の制作に至った経緯は当該項目を参照。